# Ritmo lombardo
Il ritmo lombardo è un particolare uso del punto di valore, nel quale la nota puntata si trova nella posizione in levare.
Mentre nell'ordine consueto si trova prima la nota puntata e dopo quella breve, in questo caso è l'inverso, cioè prima la nota breve e poi quella puntata; ad esempio, una semicroma seguita da una croma puntata.
Questo punto di valore al contrario permette una leggerezza gioiosa, come ad esempio nel quartetto per archi in re minore KV 421 di Wolfgang Amadeus Mozart: nel tempo centrale (trio) del minuetto la melodia del primo violino, in ritmo lombardo, sembra compiere dei balzi nell'acuto in assoluta leggerezza.
Dal punto di vista della costruzione, il ritmo lombardo è difficile da distinguere dalla sincope. Nell'esecuzione, tuttavia, la seconda nota (la più lunga) in ritmo lombardo è resa morbidamente e senza accento, mentre nella sincope riceve invece un accento.